# Horklut
Horklut, horluva eller horhätta var en huva som mödrar till utomäktenskapliga barn (de ansågs vara "horor") i delar av Sverige tidigare kunde tvingas bära för att signalera sin sociala ställning: varken ogift (en ungmö kunde gå med huvudet bart) eller ärbart gift (en gift kvinna bar i regel en mer heltäckande huvudbonad). Bruket upphörde under 1800-talet.
En kvinna dömd för hor kunde utsättas för ett flertal former av social utstötning.  I de mellansvenska områdena fanns en föreställning om att en hora kunde förorsaka horeskäver, rakitis, hos barn, vilket gjorde att hon måste undvikas.  För att utmärka en "hora", fanns i vissa delar av Sverige, åtminstone under 1800-talets början, seden att tvinga dem att bära en särskild form av huvudklädnad kallad horeklut eller hormössa, som signalerade att hon varken var en gift kvinna eller en ogift (dvs icke sexuellt aktiv) kvinna.